# Manon Bannerman
Meret Manon Bannerman (Zúrich, 26 de junio de 2002), más conocida como Manon Bannerman o simplemente Manon, es una cantante suiza, conocida por ser miembro del grupo femenino estadounidense Katseye.
Participó como concursante en el programa de realidad/supervivencia The Debut: Dream Academy y quedó en sexto lugar en la final, convirtiéndose así en miembro del grupo femenino Katseye.

## Carrera
El 29 de agosto de 2023, Manon fue presentada como concursante de The Debut: Dream Academy.
El 18 de noviembre, se reveló que Manon era miembro del grupo debut Katseye, tras terminar en sexta posición en el programa de supervivencia. Se convirtió en la primera artista suiza y afrodescendiente en firmar con Hybe.

### The Debut: Dream Academy
Manon participó en el programa de supervivencia de Hybe y Geffen Records, que comenzó el 1 de septiembre de 2023 y finalizó el 17 de noviembre de 2023, tras debutar con éxito como miembro de Katseye.
Durante la Misión 1 (1-15 de septiembre de 2023), estuvo en el Equipo Vocal A, actuando junto a Brooklyn Van Zandt (EE. UU.), Iliya Ferdartsova (Bielorrusia), Karlee Tanaka (EE. UU.) y Lexie Levin (Suecia). Obtuvo inmunidad de eliminaciones, ya que quedó en 4.º lugar en los resultados de votación tanto en la mitad como en la final de la Misión 1.
Durante la Misión 2 (28 de septiembre de 2023 - 8 de octubre de 2023), estuvo en el Equipo FEARLESS B, actuando junto a Celeste Díaz (Argentina), Daniela (EE. UU.), Ezrela Abraham (Australia) y Ua Shimada (Japón). Como el Equipo B ganó sobre el Equipo A, Manon obtuvo inmunidad de eliminaciones, quedando en 7.º lugar en las votaciones individuales.
Durante la Misión 3 (28 de octubre de 2023 - 5 de noviembre de 2023), estuvo en el equipo Buttons, actuando junto a Celeste, Daniela, Nayoung (Corea del Sur) y Sofía (Filipinas). Quedó en 9.º lugar en la votación de fans y recibió una invitación a la Final en vivo. La Misión 3 fue la única en la que Manon arriesgó la eliminación.
Durante la Final en vivo (17 de noviembre de 2023), estuvo en el equipo Dirty Water, junto a Ezrela, Lara (EE. UU.), Samara (Brasil) y Sofía. Su puntuación final fue de 68.00, logrando su debut.

## Vida personal
Manon puede hablar inglés, suizo-alemán y alemán. Es fan de Billie Eilish y Beyoncé. Su padre es ghanés y su madre es suizo-italiana. Le gusta viajar. Quedó en sexto lugar en el anuncio final del programa. Su grupo de fans individual se llama "Pokénons", en referencia a la franquicia de medios japonesa Pokémon.

## Filmografía

### Programas de supervivencia
- The Debut: Dream Academy (2023) - Concursante

### Documentales
- Pop Star Academy: Katseye (2024) - Ella misma